# Заросляк вохристоволий
Заросляк вохристоволий (Atlapetes semirufus) — вид горобцеподібних птахів родини Passerellidae. Мешкає у Венесуелі та Колумбії. Виділяють низку підвидів.

## Опис
Довжина птаха становить 18 см. Верхня частина тіла оливкова, голова, горло і груди темно-оранжеві, живіт жовтий. Боки і гузка оливкові, крила і хвіст чорні. Виду не притаманний статевий диморфізм.
Підвиди дещо різняться за забарвленням. Представники підвиду A. s. zimmeri мають темну, сіро-зелену спину, голова має рудуватий відтінок. Представники підвиду A. s. majusculus дещо світліші і мають більші розміри. Представники підвиду A. s. albigula мають біле підборіддя і горло. У представників підвидів A. s. benedettii і A. s. denisei голова має відтінок охри, спина, боки та гузка оливково-жовті.

## Підвиди
Виділяють шість підвидів:
- A. s. denisei (Hellmayr, 1911) — північна, північно-східна Венесуела;
- A. s. benedettii Phelps & Gilliard, 1941 — північно-західна Венесуела[5];
- A. s. albigula Zimmer, JT & Phelps, 1946 — північ штату Тачира (західна Венесуела)[6];
- A. s. zimmeri Meyer de Schauensee, 1947 — північна Колумбія і захід штату Тачира (західна Венесуела)[7];
- A. s. majusculus Todd, 1919 — департамент Бояка (Колумбія)[8];
- A. s. semirufus (Boissonneau, 1840) — департамент Кундінамарка (Колумбія).

## Поширення і екологія
Вохристоволі заросляки мешкають в гірських тропічних лісах Венесуели і Колумбії на висоті від 1000 до 2500 м над рівнем моря.